# Beate Schretzmann
Beate Schretzmann, geboren im 20. Jahrhundert, ist eine ehemalige deutsche Behindertensportlerin.

## Werdegang
Die aus Stuttgart stammende Beate Schretzmann ist schwerbehindert. Trotz ihrer Behinderung wollte sie Leistungssport betreiben. Als ihren Behinderungen gemäße Sportart wählte sie den Schwimmsport, den sie in den Kurzstrecken über 50 und 100 Meter ausüben konnte. Als Disziplinen innerhalb des Schwimmsportes spezialisierte sie sich auf das Freistil- und das Schmetterlingsschwimmen. Da ihre Leistungen gut waren, wurde sie in die Deutsche Behindertenschwimmnationalmannschaft berufen, mit der sie an den Paralympischen Sommerspielen 1992 in Barcelona und 1996 in Atlanta teilnahm. Bei beiden Paralympischen Sommerspielen war sie erfolgreich: 1992 wurde sie im 50-Meter-Schmetterlingsschwimmen (Startklasse S6) Erste und gewann so eine Goldmedaille. Bei den folgenden Sommer-Paralympics 1996 war sie im 50-Meter-Schmetterlingsschwimmen ebenfalls erfolgreich. Hinter ihrer Teamkollegin Maria Götze wurde sie mit 49,41 s Zweite und Gewinnerin der Silbermedaille. Außerdem gewann sie im 100-Meter-Freistilschwimmen mit 1:53,14 min eine Silbermedaille.
Für den Medaillengewinn 1992 wurde sie am 23. Juni 1993 von Bundespräsident Richard von Weizsäcker mit dem Silbernen Lorbeerblatt ausgezeichnet.
Schretzmann wurde außerdem mehrfach Deutsche Meisterin, 1990 Vizeweltmeisterin über 200 Meter Freistil, 1991 Europameisterin über 50 Meter Schmetterling, 1994 Vizeweltmeisterin in Malta über 50 Meter Schmetterling und 100 Meter Brust. Über 50 Meter Schmetterling erzielte sie einen Weltrekord. 1992 wurde sie mit der Sportlerehrung der Stadt Gerlingen ausgezeichnet, welche für herausragende Leistungen an Sportler vergeben wird, die einem Gerlinger Verein angehören oder dort ihren Wohnsitz haben.